# Open Hostility
Open Hostility — седьмой студийный альбом канадской спид/трэш-метал группы Razor.
Ударные были записаны Дэйвом Карло, c помощью драмм-машины, из-за того что барабанщик Роб Миллс попал в аварию, и он не смог принять участие в записи альбома. Миллс участвовал в съёмках музыкального видео «Sucker for Punishment».

## Список композиций
1. «In Protest» — 03:44
2. «Sucker for Punishment» — 04:03
3. «Bad Vibrations» — 03:01
4. «Road Gunner» — 03:08
5. «Cheers» — 02:35
6. «Red Money» — 02:54
7. «Free Lunch» — 02:39
8. «Iron Legions» — 02:34
9. «Mental Torture» — 03:29
10. «Psychopath» — 02:33
11. «I Disagree» — 02:58
12. «End of the War» — 03:40

## Участники записи
- Боб Рейд — вокал
- Дейв Карло — гитара & драм-машина
- Джон Армстронг — бас-гитара